# Tour Blanche (Prague)
Pour les articles homonymes, voir Tour Blanche (homonymie).
La tour Blanche, en tchèque Bílá věž, est une tour fortifiée à Prague, en Tchéquie. Elle est située le long de l'enceinte nord du château de Prague.